# Oncești (okręg Giurgiu)
Oncești – wieś w Rumunii, w okręgu Giurgiu, w gminie Stănești. W 2011 roku liczyła 440 mieszkańców.